# Caja Notarial de Seguridad Social
La Caja Notarial de Seguridad Social o Caja Notarial de Uruguay es el instituto de seguridad social de los escribanos públicos uruguayos. Brinda cobertura de las contingencias de invalidez, vejez y sobrevivencia a sus afiliados y prestarles servicios complementarios de salud y de seguridad social financiado por los aportes de sus afiliados y las rentas de las inversiones.